# Ammophila pseudonasuta
Ammophila pseudonasuta là một loài côn trùng cánh màng trong họ Sphecidae, thuộc chi Ammophila. Loài này được Bytinski-Salz in de Beaumont and Bytinski-Salz miêu tả khoa học đầu tiên năm 1955.